# Car Hui od Hana
Car Hui (惠) bio je car Kine iz dinastije Han, sin i nasljednik cara Gaozua.
Majka mu je bila carica Lü Zhi (Lju Dži). Ona ga je posve kontrolirala, i premda je on bio dosta ljubazan i velikodušan, nije mogao pobjeći od nje niti ublažiti njezinu zloću.
Prije nego što je postao car, bio je znan kao krunski princ Ying. Gaozu je preferirao svog drugog sina, Liu Ruyija, za nasljednika prijestolja. Majka toga princa bila je slavna konkubina Qi, koju je Lyu Zhi poslije osakatila.
Nakon Gaozuove smrti 195. prije nove ere princ Ying je naslijedio tron Kine. Njegova majka, carica udovica, postala je prva carica u povijesti Kine. Čim je on stupio na prijestolje, ona je postala de facto vladar Kine.
Carica Lyu je uhitila Qi i odrezala joj kosu. Dala je otrovati njezina sina, a potom je dala Qi odsjeći udove i iskopati oči. Kad je Hui to vidio, bio je tako šokiran da se razbolio te se prepustio užicima.
Hui je čak oženio svoju nećakinju Zhang Yan. Njezina je majka bila carevna Juan. Yan caru nije rodila djecu, ali je – čini se – ukrala neke dječake i predstavila ih kao svoje sinove, te izgleda da su to bili Huijevi sinovi s konkubinama:
- Qianshao (car)
- Houshao (car)
- Čao
- Wu
- Jiang
- Buji
- Tai

Car Hui je imao i jednog muškog miljenika, dječaka zvanog Hong; on nije imao „ni... talenta ni sposobnosti“; dječak je bio lijep i car ga je volio.
Hui je umro 188. prije nove ere.